# 이번 주 아내가 바람을 핍니다
《이번 주 아내가 바람을 핍니다》는 2016년 10월 28일부터 2016년 12월 3일까지 JTBC에서 방영된 텔레비전 드라마이다. 2005년 출간된 일본의 동명 소설이 원작이다.

## 등장 인물

### 주요 인물
- 이선균 : 도현우 역 - 외주프로덕션 10년차 PD
- 송지효 : 정수연 역 - 그래픽디자이너. 현우의 아내
- 김희원 : 최윤기 역 - 현우의 친구. 이혼전문 변호사
- 예지원 : 은아라 역 - 가정주부. 윤기의 아내
- 이상엽 : 안준영 역 - 메인PD
- 권보아 : 권보영 역 - 메인작가

### 제7영상
- 박수영 : 박영수 역 - 사장
- 정아인 : 정은정 역 - 서브작가
- 정지안 : 김미하 역 - 막내작가
- 심희섭 : 이지훈 역 - 조연출
- 수웅 : 강승현 역 - 조연출

### 주변 인물
- 예수정 : 현우의 어머니 역 - 수연의 시어머니
- 김강훈 : 도준수 역 - 현우와 수연의 아들
- 이도연 : 윤기의 비서 역 - 윤기의 처제
- 이석준 : 지선우 역 - 수연의 바람핀 상대
- 한서진 : 윤기의 내연녀 역

### 그 외 인물
- 김영옥
- 김혜옥 : 닉네임 ‘면목동옥’ 역 - 댓글 단 사람
- 우현 : 닉네임 ‘한강갑시다’ 역 - 댓글 단 사람
- 조재룡 : 닉네임 ‘삔꼽은스님’ 역 - 댓글 단 사람
- 김선화 : 닉네임 ‘독수공방녀’ 역 - 댓글 단 사람
- 장리우 : 닉네임 ‘외톨이’ 역 - 댓글 단 사람
- 이병진 : 닉네임 ‘눈에는 눈’ 역 - 공사장 인부. 댓글 단 사람
- 김태우 : 닉네임 ‘휴먼급식충’ 역 - 댓글 단 사람
- 임성언 : 꽃꽂이 강사 역. 최윤기의 불륜녀
- 백보람 : 최윤기의 고객이며 불륜녀 역
- 이소윤 : 지선우 아내 역
- 윤준철
- 이지혜
- 김구경 : 실장 역
- 김형미
- 김혜원 : 이예림 역
- 김하라
- 이선희
- 최정인
- 최보영
- 차혜정
- 김준희
- 박라희
- 최한결
- 배민서
- 박유하
- 신욱
- 조아라
- 장찬인
- 배경을
- 황배진
- 권영국
- 유신애
- 임소라
- 최우정
- 강화서
- 박성연
- 정재성
- 이미선
- 인아
- 이규진
- 전가람
- 김현우
- 이경인
- 이도현
- 정재진
- 최희진 : 바람난 아내 역
- 전익수
- 최설화 : 헬스트레이너 역
- 김보미
- 정혜지
- 이도엽 : 현찬 역
- 이정은
- 임문희
- 김로사
- 김세환
- 김대영
- 오정택
- 김진성
- 조은아
- 최용현
- 공대유
- 박건민
- 유희제 : 웨이터 역

### 특별출연
- 김봉환 : 정수연의 아버지 역
- 은지원 : 인형뽑기 하는 남자 역
- 허지웅 : 영화 프로그램 진행자 역 - 《허지웅의 영화를 읽다》
- 최무성 : 흥신소 사장 역
- 강호동 : 본인 역
- 황정민 : 남녀 만남 사이트 회원 역
- 정이랑 : 숙박업소 주인 역
- 정유미 : 한준희 역 - 도현우의 전 여자친구
- 여운혁 : 본인 역
- 이휘재 : 바닷가 술집에서 준영과 보영이 자리에 합석한 손님 역
- 기태영 : 바닷가 술집에서 준영과 보영이 자리에 합석한 손님 역
- 허안나 : 바닷가 술집에서 준영과 보영이 자리에 합석한 손님 역[주 1]
- 오윤아 : 소은 역 - 현우의 아랫층 여자

## 시청률
최저 시청률과 최고 시청률은 시청률 조사회사와 지역별로 시청률에 차이가 있을 수 있습니다.
| 2016년      | 2016년      | 2016년     | 2016년      |
| 회차        | 방송일      | AGB 시청률 | TNmS 시청률 |
| ----------- | ----------- | ---------- | ----------- |
| 제1회       | 10월 28일   | 2.653%     | 2.1%        |
| 제2회       | 10월 29일   | 2.119%     | 1.9%        |
| 제3회       | 11월 4일    | 2.647%     | 2.3%        |
| 제4회       | 11월 5일    | 2.732%     | 2.6%        |
| 제5회       | 11월 11일   | 3.072%     | 2.4%        |
| 제6회       | 11월 12일   | 2.510%     | 2.0%        |
| 제7회       | 11월 18일   | 3.351%     | 2.5%        |
| 제8회       | 11월 19일   | 3.077%     | 2.6%        |
| 제9회       | 11월 25일   | 3.340%     | 2.6%        |
| 제10회      | 11월 26일   | 2.805%     | 2.7%        |
| 제11회      | 12월 2일    | 2.517%     | 2.6%        |
| 제12회      | 12월 3일    | 3.047%     | 2.8%        |
| 평균 시청률 | 평균 시청률 | 2.823%     | 2.4%        |

## OST

### Part. 1
| #            | 제목                                    | 작사         | 작곡         | 편곡         | 재생 시간 |
| ------------ | --------------------------------------- | ------------ | ------------ | ------------ | --------- |
| 1.           | 〈이럴거면 헤어지지 말았어야지〉 (박원) | 박원         | 박원         | 권영찬       | 3:58      |
| 2.           | 〈실수〉 (박원)                         | 박원         | 박원         | 권영찬       | 3:28      |
| 총 재생 시간 | 총 재생 시간                            | 총 재생 시간 | 총 재생 시간 | 총 재생 시간 | 7:26      |

### Part. 2
| #            | 제목                           | 작사         | 작곡         | 편곡           | 재생 시간 |
| ------------ | ------------------------------ | ------------ | ------------ | -------------- | --------- |
| 1.           | 〈Mr. Trouble〉 (투빅)         | 김이나       | 김형석       | 전자맨, 김형석 | 3:10      |
| 2.           | 〈Mr. Trouble (Inst.)〉 (투빅) |              | 김형석       | 전자맨, 김형석 | 3:10      |
| 총 재생 시간 | 총 재생 시간                   | 총 재생 시간 | 총 재생 시간 | 총 재생 시간   | 6:20      |

## 동시간대 드라마
tvN 금토드라마
- 《THE K2》 (2016년 9월 23일 ~ 2016년 11월 12일)
- 《쓸쓸하고 찬란하神 - 도깨비》 (2016년 12월 2일 ~ 2017년 1월 21일)

### 내용주
1. ↑  《개그콘서트 - 나를 술 푸게 하는 세상》 코너의 캐릭터로 출연했다.

### 참조주
1. ↑  “AGB 닐슨 미디어리서치 홈페이지 참조.”. 2017년 5월 13일에 원본 문서에서 보존된 문서. 2016년 12월 4일에 확인함.
2. ↑  TNmS 멀티미디어 홈페이지 참조.